# Deux dans une voiture
Pour plus de détails, voir Fiche technique et Distribution.
Deux dans une voiture (titre original : Zwei in einem Auto) est un film allemand réalisé par Joe May sorti en 1932.
Le film est la version allemande d'une production française, Paris-Méditerranée, sorti la même année.

## Synopsis
Le chef comptable bourgeois d'une entreprise de tricot, M. Broesecke, gagne lors d'un concours une voiture simple mais neuve de Hanomag et aimerait l'inaugurer immédiatement avec un voyage plus long. Sa destination est Nice et la Côte d'Azur, mais le comptable un peu âgé et peu séduisant n'est pas assez riche pour pouvoir se permettre seul un tel voyage. Alors il passe une annonce pour avoir un passager qui contribuera aux frais de voyage. En fait, une personne répond, mais ne donne d'abord que ses initiales LK. Broesecke suppose qu'il doit s'agir d'un homme et n'a donc aucune idée qu'il s'agit de la jolie et jeune Lisa Krüger. Elle gagne sa vie comme petite employée dans un grand magasin et ne sait pas à quoi ressemble M. Broesecke.
Ils se donnent rendez-vous à l'élégant hôtel Carlton. Broesecke arrive trop tôt, il s'assoit à une table où était déjà assis un gentleman distingué du meilleur âge. Ce monsieur est le riche Anglais Lord Kingsdale, qui possède également une voiture, mais beaucoup plus élégante et luxueuse. Les deux messieurs commencent à parler et Broesecke explique ses intentions au noble britannique et explique pourquoi il est venu ici. Lorsque Lisa apparaît et voit la marque d'identification de Broesecke à la table, elle demande à un serveur d'appeler le plus jeune et beaucoup plus apprécié Kingsdale, qui, espère-t-elle, est son M. Broesecke. Le noble se lève et endosse le rôle de chef comptable devant la jeune femme qui lui plaît tout à fait et avec qui elle est censée partir pour Nice. Lord Kingsdale n'a pas l'intention de corriger l'erreur, il développe rapidement ses propres plans pour Lisa et veut également se débarrasser le plus rapidement possible de Broesecke en tant que concurrent ennuyeux, le riche Britannique envoie une grosse somme d'argent à Broesecke sous le nom de Lisa, pour que le comptable aille seul dans le sud ensoleillé de la France.
Kingsdale alias Broesecke est désormais complètement absorbé par son nouveau rôle de compagnon de voyage sur la Côte d'Azur. Ils se lancent tous les deux dans un voyage qui serait extrêmement harmonieux si Lisa, en tant que planificatrice financière pour eux deux, n'était pas si avare de chaque centime. Lorsque les trois voyageurs arrivent à l'élégant Riviera Hôtel de Nice dans leurs différents véhicules, des malentendus surgissent rapidement, car les deux avaient précommandé au nom de Broesecke, et la précommande du Kingsdale-Broesecke est, comme prévu, une suite entière bien plus luxueuse. Comme il ne peut y avoir qu'un seul Broesecke, le lord est immédiatement soupçonné d'être un imposteur et un escroc. La police apparaît et les événements qui s'ensuivent entraînent bientôt une grande confusion. Mais à la fin, tout s'éclaircit joyeusement et la petite employée du grand magasin retrouve son distingué mari et est désormais autorisée à vivre dans un château.

## Fiche technique
- Titre : Deux dans une voiture
- Titre original : Zwei in einem Auto
- Réalisation : Joe May
- Scénario : Bruno Granichstaedten, Ernst Marischka, Hans Wilhelm (de)
- Musique : Bruno Granichstaedten, Willy Schmidt-Gentner
- Direction artistique : Heinrich Richter (de), Hermann Warm
- Photographie : Jean Bachelet, Otto Kanturek, Bruno Timm (de)
- Son : Carl S. Livermann
- Montage : Erich Schmidt
- Producteur : Julius Außenberg, Joe May
- Société de production : May-Film
- Société de distribution : Deutsche Lichtspiel-Syndikat
- Pays d'origine :  République de Weimar
- Langue : allemand
- Format : Noir et blanc - 1,37:1 - Mono - 35 mm
- Genre : Comédie
- Durée : 98 minutes
- Dates de sortie :
  -  République de Weimar : 8 mars 1932.
  -  Royaume de Hongrie : 14 avril 1932.
  -  Suède : 30 novembre 1932.
  -  Danemark : 11 décembre 1933.
  -  France : 22 juin 1934[1].

## Distribution
- Richard Romanowsky : Broesecke, comptable
- Karl Ludwig Diehl (de) : Lord Kingsdale
- Magda Schneider : Lisa Krüger
- Ernst Verebes (hu) : Bela Lakatosch, violoniste
- Kurt Gerron : l'agent Niedlich
- Heinz Gordon (de) : Meyer, le chaffeur
- Max Nadler (de) : Matthias

## Production
Deux dans une voiture est tourné en octobre et novembre 1931 dans les studios Pathé Natan à Paris et sur la Côte d'Azur (plans extérieurs) et créé le 8 mars 1932 au Gloria-Palast (de) de Berlin. La qualité sonore étant très mauvaise, le film est retiré après seulement six jours de diffusion et refait par le spécialiste du son Hans Conradi (de), de sorte que Deux dans une voiture sort à nouveau le 22 mars 1933 et est un succès.
Vingt ans plus tard, Ernst Marischka réalise un remake autrichien de ce film sous le même titre original (de).